# Adler (II wojna światowa)

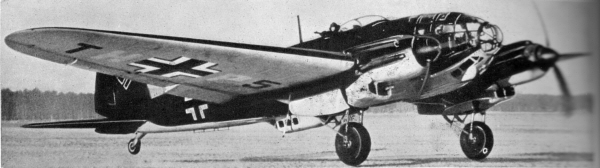
Niemiecki bombowiec Heinkel He 111

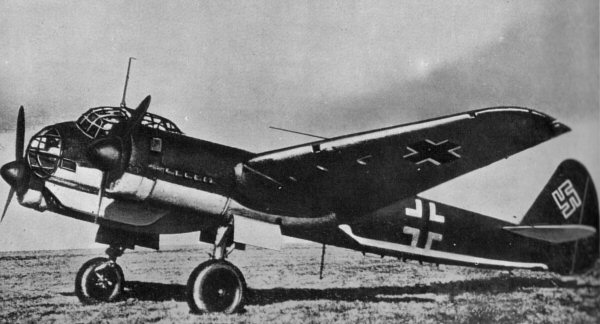
Niemiecki bombowiec Junkers Ju 88

Adler (niem. Orzeł) – planowana ofensywa Luftwaffe na Wielką Brytanię.
Rozkaz rozpoczęcia wojny powietrznej nad Brytanią został wydany przez Hermanna Göringa 2 sierpnia 1940 na podstawie dyrektywy Adolfa Hitlera z 1 sierpnia. Siły Luftwaffe wynosiły 2630 samolotów.
Samoloty Luftwaffe zostały zgrupowane w trzy floty:
- 2. Flota (marsz. Albert Kesselring) – działać miała nad południowo-wschodnią Anglią i Londynem
- 3. Flota (marsz. Hugo Sperrle) – bombardowanie celów nad zachodnią Anglią
- 5. Flota (gen. Hans-Jürgen Stumpff) – bombardowanie Szkocji

Planowany czas działań bojowych, mających trwać do kapitulacji Wielkiej Brytanii, zakładano na cztery tygodnie, a zniszczenie RAF-u miało trwać cztery dni.